# Гаммельсхаузен
Гаммельсхаузен (нем. Gammelshausen) — община в Германии, в земле Баден-Вюртемберг. Расположена вблизи горного массива Швабский Альб и вершины Фухсек.
Подчиняется административному округу Штутгарт. Входит в состав района Гёппинген.  Население составляет 1464 человека (на 31 декабря 2010 года). Занимает площадь 3,31 км².